# Mónica Kupfer
Mónica Kupfer (Panamá, 1957) es una historiadora, curadora, crítica del arte y editora, reconocida local e internacionalmente por su labor curatorial, así como su contribución al desarrollo del arte panameño a través de la Bienal de Arte de Panamá. Además, destaca su investigación sobre mujeres artistas panameñas, la primera realizada en el país. 

## Biografía
Doctora en Historia del Arte por la Universidad de Texas, en Austin. Cuenta con una Maestría en Historia del Arte en Tulane University en New Orleans y la Freie Universität en Berlín, Alemania y una Licenciatura con especializaciones en grabado e historia del arte . 

## Vida profesional
Mónica Kupfer fue directora Fundadora de la Bienal de Arte de Panamá, creada en 1992, además de directora de la Fundación Arte y Cultura, una organización sin fines de lucro que promueve el desarrollo cultural en Panamá desde 1999. Fue la primera curadora del Museo de Arte Contemporáneo de Panamá, donde actualmente es miembro del Consejo Técnico
Se ha desempeñado como jurado, conferencista y colaboradora en enciclopedias de arte, además de ser corresponsal de la revista Art Nexus.

### Exposiciones curadas
- Encuentro de corrientes: Pintura contemporánea de Panamá - Americas Society de Nueva York y el Bass Museum de Miami en 1998.
- Un siglo de pintura en Panamá -Galería del Banco Interamericano de Desarrollo en Washington en 2003.[2][3]
- Trazos perceptivos: artistas mujeres de Panamá. Reunión Anual de Gobernadores del BID, marzo, 2013.[4]

### Bienal de Arte de Panamá
La Bienal de Arte de Panamá fue fundada en 1992 por Mónica Kupfer junto a Irene Escoffery -.
Tras iniciar como un certamen de pintura, la Bienal fue evolucionando hasta convertirse en el evento de arte contemporáneo más importante del país. Durante 16 años la bienal funcionó como la principal plataforma no comercial para la producción y exhibición de arte contemporáneo. 

### Publicaciones
- "América Central", capítulo en el libro Arte Latinoamericano del Siglo XX, editado por E. Sullivan. Publicado por Phaidon Press, Londres,1998
- Cien años de arte en Panamá - coautora. Editado en 2003 con motivo del Centenario de la República.
- Editora del libro Mujeres en las artes de Panamá en el siglo XX.[6] que cuenta con ensayos de Julieta de Diego de Fábrega, Priscila Filós, Carmen Linares, Ángela Picardi, Isis Tejeira, Consuelo Tomás, Maida Watson y de la editora, Mónica Kupfer.[7]